# Slotervaart (stadsdeel)

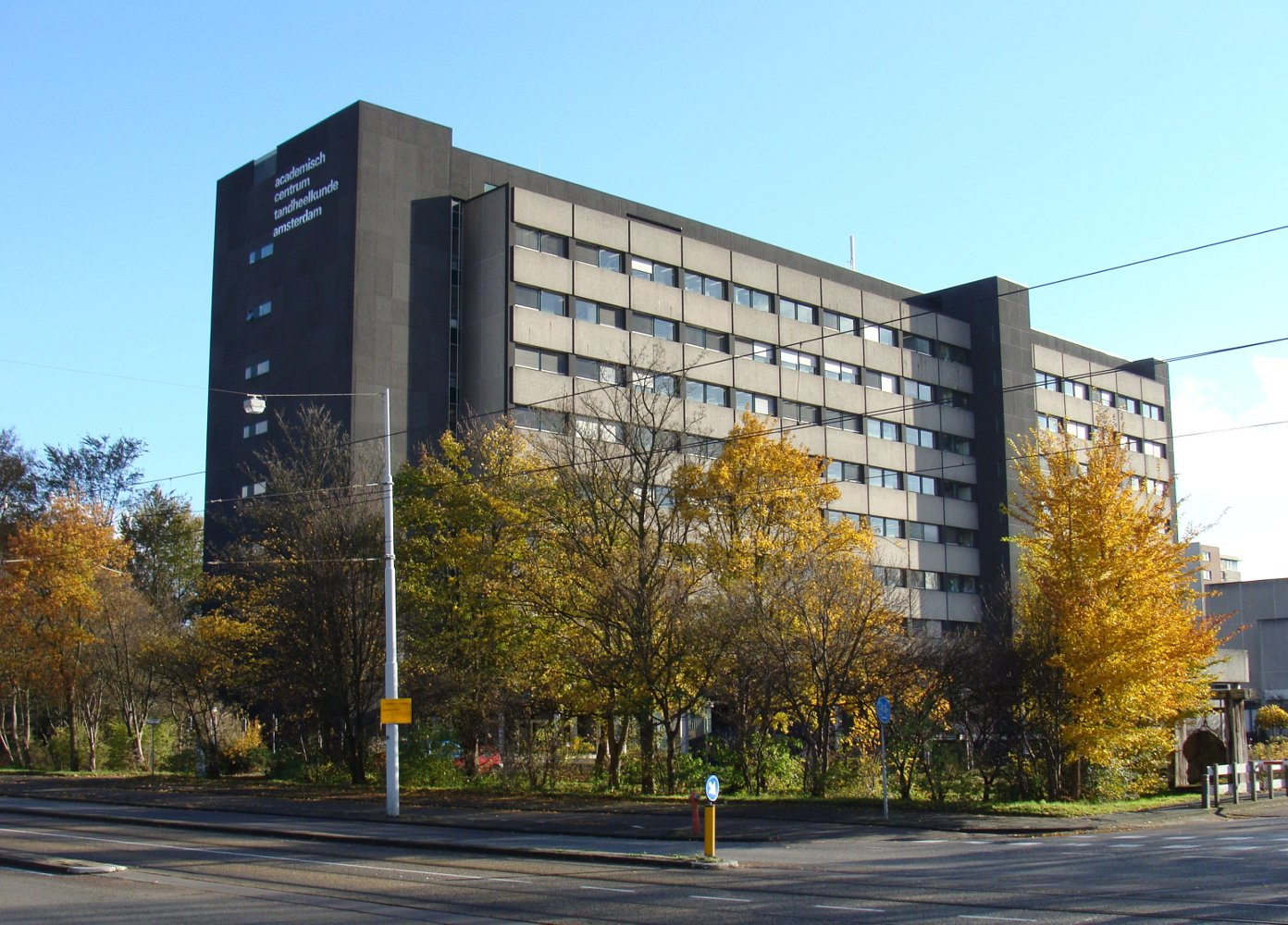
ACTA-gebouw aan de Louwesweg. Tegenwoordig studentenflat

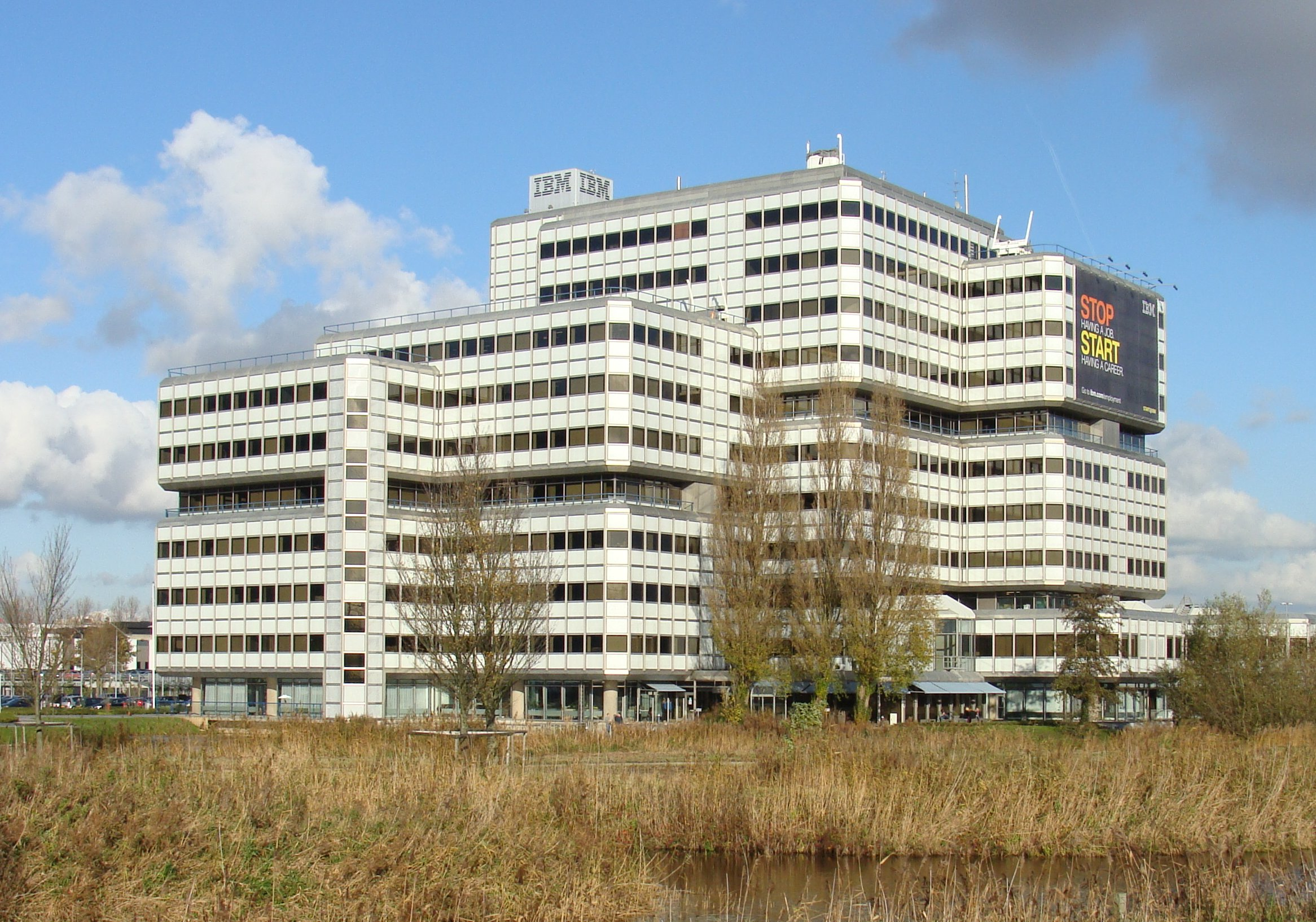
IBM-gebouw Riekerpolder

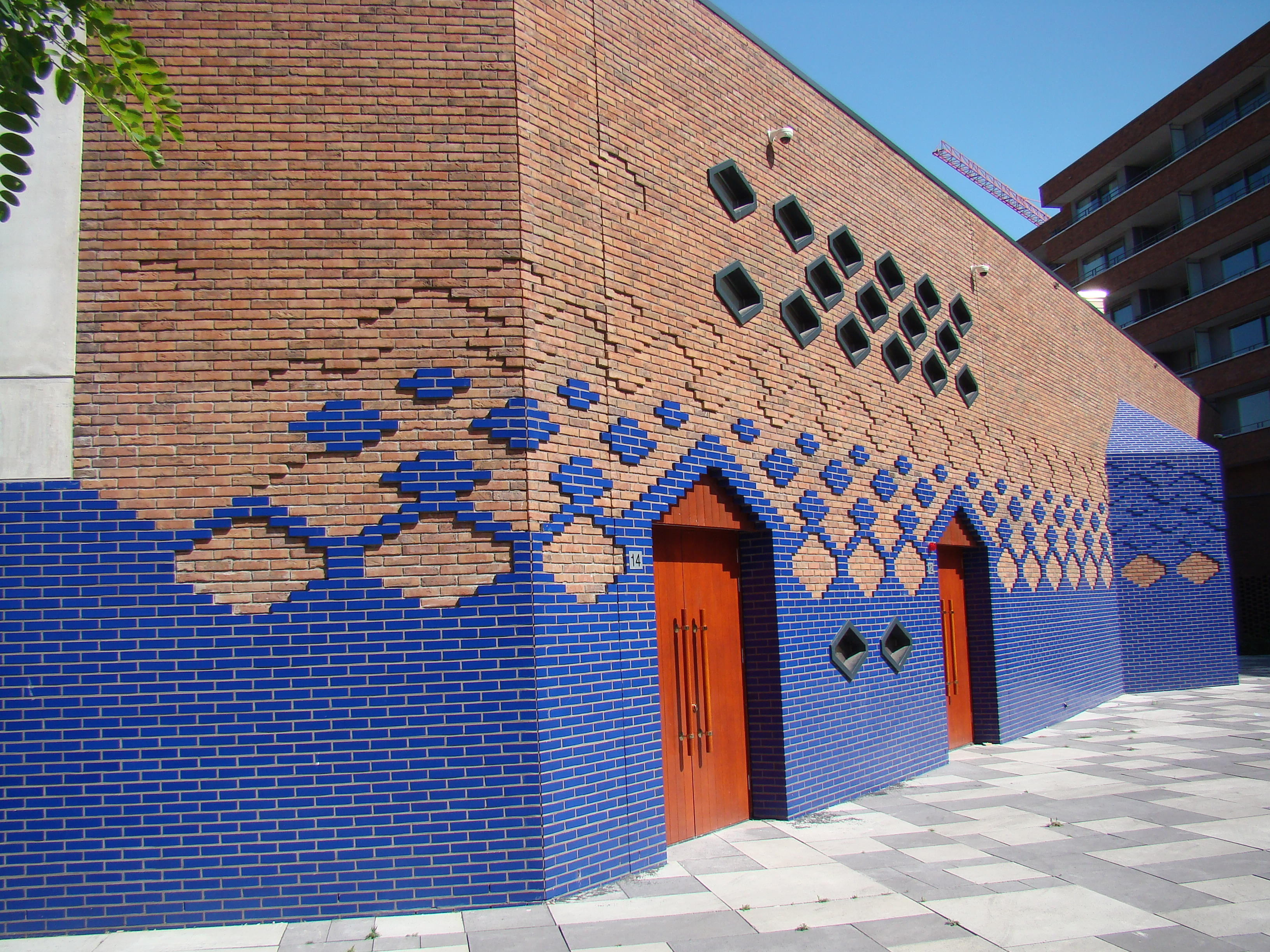
2011. Grootscheepse renovatie omgeving Staalmanplein, architecten namen deel aan de Zuiderkerkprijs 2010.

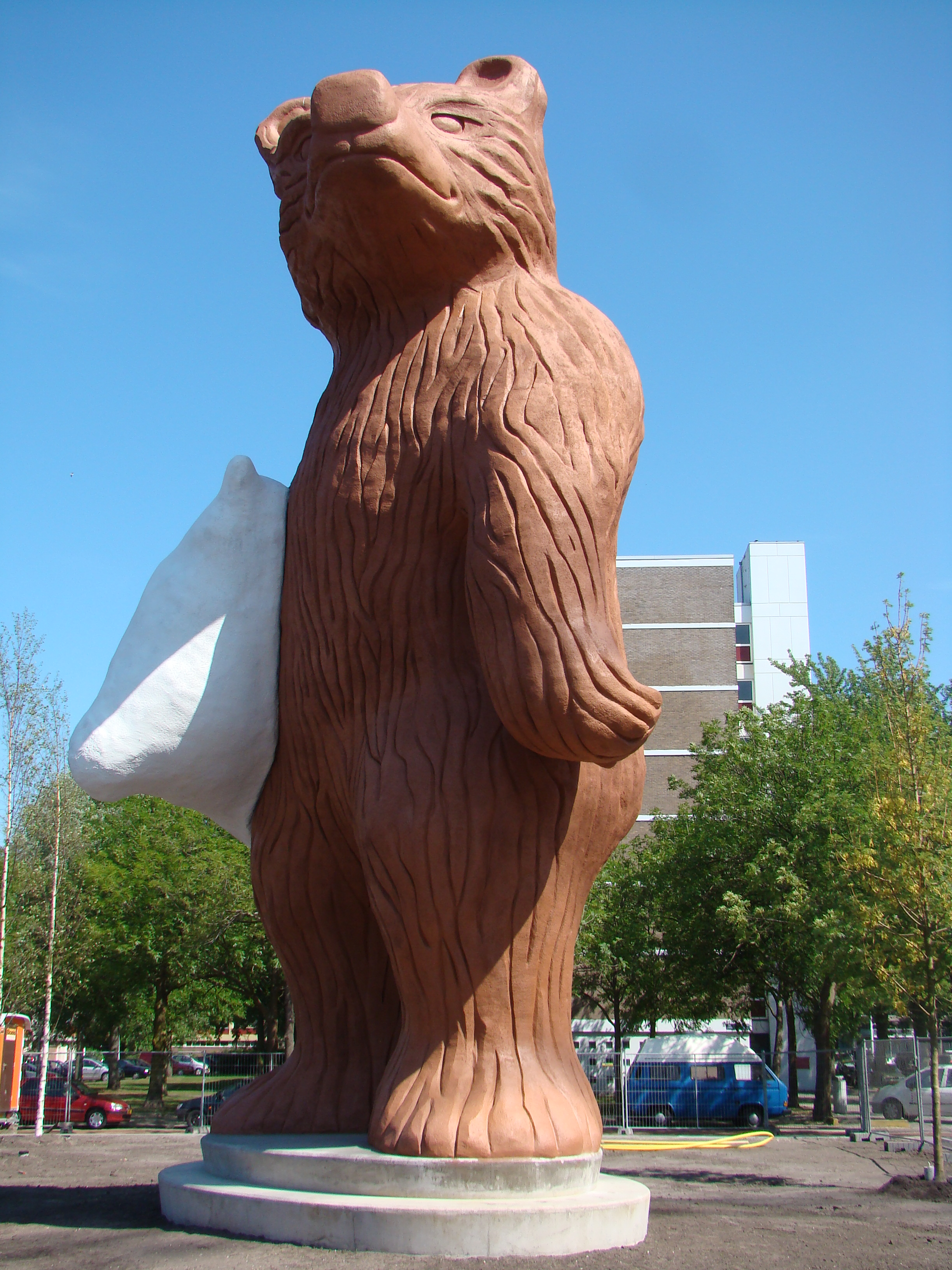
Tien meter hoge teddybeer inzet tegen probleemjeugd Staalmanplein

Stadsdeel Slotervaart was van 1990 tot 2010 een stadsdeel van de gemeente Amsterdam in de Nederlandse provincie Noord-Holland. Per 1 mei 2010 is het opgegaan in het nieuwe stadsdeel Amsterdam Nieuw-West. Het stadsdeel telde (op 31 december 2006) 44.006 inwoners en heeft een oppervlakte van 11,14 km².
De oorspronkelijke naam van dit stadsdeel sinds 1990 was Slotervaart/Overtoomse Veld. In oktober 2003 besloot het stadsdeel de naam te wijzigen in Slotervaart. Op 1 april 2004 stemde het bestuur van de centrale stad in met de naamswijziging. Het stadsdeelkantoor verhuisde in die periode van de Jan Tooropstraat naar de nieuwbouw aan de Pieter Calandlaan, geopend vanaf 13 april 2004.

## Geschiedenis
Het stadsdeel werd ingesteld in 1990. Het bestond uit de wijken Slotervaart, Overtoomse Veld (gedeeltelijk) en Nieuw Sloten en het overgebleven buitengebied van het dorp Sloten (zonder de dorpskern).
Sinds 2001 zijn er grote werkzaamheden in uitvoering in het kader van de 'Stedelijke vernieuwing'. Hiervoor is een plan gemaakt: 'Richting Parkstad 2015'. Vele duizenden woningen worden gesloopt en vervangen door nieuwbouw, waarbij tevens een deel van de oorspronkelijke opzet verloren gaat.

## Buurten en wijken in voormalig Stadsdeel Slotervaart
- Slotervaart (tuinstad)
  - Sloterparkwijk (Slotervaart-Noord) (met Oostoever Sloterplas en Sloterhof)
  - Sloterpoort (met Sierplein en Staalmanpleinbuurt)
- Overtoomse Veld / Westlandgracht
  - Overtoomse Veld
  - Koningin Wilhelminaplein
  - Delflandpleinbuurt
- Nieuw Sloten
- Riekerpolder
  - Park Haagseweg
  - Sloterweg
  - Noordelijke Oeverlanden van Nieuwe Meer

## Het bestuur van Slotervaart
De stadsdeelraad telde tot 2010 21 zetels.
Zetelverdeling voor de raadsperiode 2006-2010 was:
- PvdA 8 zetels (Fractie gebonden)
- PvdA 3 zetels (Fractie ongebonden)
- VVD 4 zetels
- Slotervaart Leefbare Tuinstad 2 zetels
- GroenLinks 3 zetels
- CDA 1 zetel

Het dagelijks bestuur van het stadsdeel bestond uit drie portefeuillehouders. De portefeuillehouders waren tot 2010:
- Ahmed Marcouch (PvdA), stadsdeelvoorzitter - Portefeuille: Veiligheid, Welzijn & Onderwijs, Algemene Zaken, Communicatie & Participatie, Personeel & Organisatie
- Ineke Ketelaar (PvdA) - Portefeuille: Stedelijke Vernieuwing, Ruimtelijke Ordening, Grondzaken, Bouw- en woningtoezicht, Volkshuisvesting, Financiën en Burgerzaken
- Paulus de Wilt (GroenLinks) - Portefeuille: Milieu, Stadsdeelwerken, Verkeer en vervoer, Economische zaken, Werkgelegenheid, Informatisering en automatisering, Kunst en cultuur, Buurtbeheer en sport.